# 긴엄지굽힘근 (발)
긴엄지굽힘근(flexor hallucis longus muscle, FHL) 또는 장무지굴근(長拇趾屈筋)은 엄지발가락의 발가락뼈의 발바닥쪽 면에 닿는 근육으로, 엄지발가락을 굽히는 작용을 한다. 긴엄지굽힘근은 종아리뒤칸의 깊은층에 속하는 세 근육 중 하나로, 나머지 두 근육은 긴발가락굽힘근과 뒤정강근이다. 세 근육 모두 궁둥신경의 가지인 정강신경의 지배를 받는다.

## 구조
긴엄지굽힘근은 종아리의 가쪽에 위치한다. 가쪽에서는 종아리뼈 몸통 뒷면의 아래쪽 2⁄3와 뼈사이막, 이웃한 종아리근과의 근육사이막에서 시작되고, 안쪽에서는 뒤정강근을 덮고 있는 근막에서 일어난다. 근섬유는 아래뒤쪽으로 비스듬하게 주행하여 발의 안쪽 측면에서 발목굴로 들어간다. 그 후 근육 뒷면의 거의 전체를 차지하는 힘줄로 끝난다.
이 힘줄은 정강뼈 아래쪽 끝의 뒷면을 가로지르는 고랑에 놓여 있다. 이때 목말뼈 뒷면의 안쪽과 가쪽결절 사이, 그리고 발꿈치뼈의 목말받침돌기 아랫면에 놓인다. 발바닥에서 긴엄지굽힘근의 힘줄은 짧은엄지굽힘근의 두 갈래 사이에서 앞쪽으로 주행하여 엄지발가락의 마지막 발가락뼈 바닥에 닿는다. 목말뼈와 발꿈치뼈에서 긴엄지굽힘근의 힘줄이 들어가 있는 고랑은 힘줄성의 섬유로 인해 윤활집으로 둘러싸인 개별적인 관 구조로 바뀐다.
발바닥 앞쪽으로 긴엄지굽힘근의 힘줄은 긴발가락굽힘근의 힘줄보다 위쪽에 위치하며, 가쪽에서 안쪽으로 긴발가락굽힘근 힘줄을 가로지른다.

## 기능
긴발가락굽힘근이나 뒤정강근과 마찬가지로, 긴엄지굽힘근은 발의 발바닥굽힘과 안쪽번짐에 관여한다. 그러나 긴엄지굽힘근은 엄지발가락을 굽히는 작용을 하며 발목의 뒤침을 돕는다는 점에서 독특한 작용을 한다.

## 추가 이미지

빨간색으로 표시된 긴엄지굽힘근
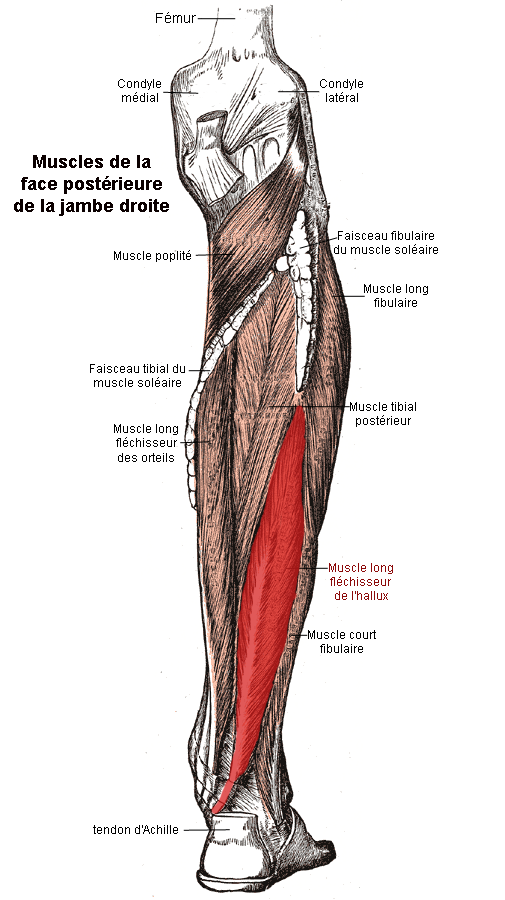
뒤에서 본 오른쪽 다리 깊은층
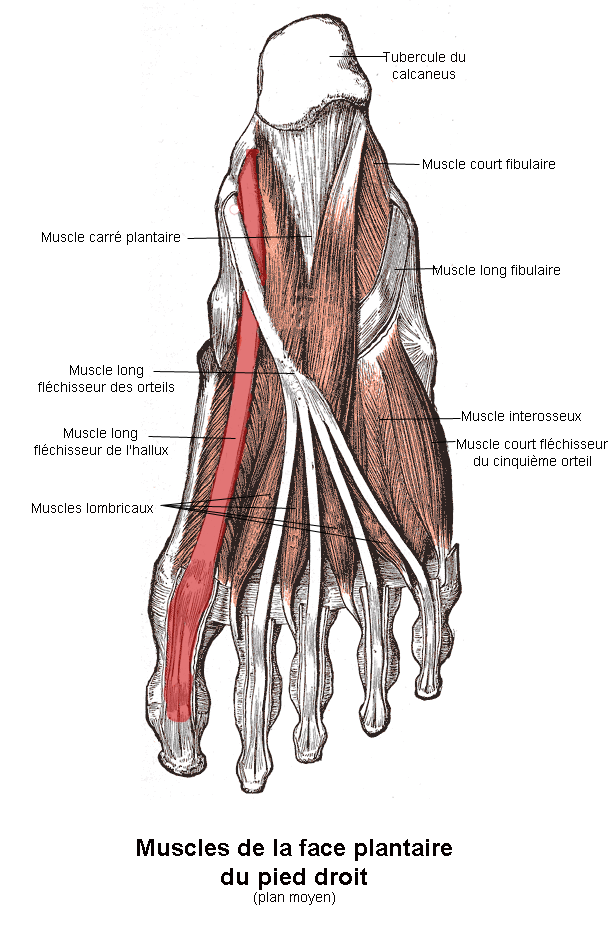
발바닥 2층의 근육

## 참고 문헌
이 문서는 현재 퍼블릭 도메인에 속하는 그레이 해부학 제20판(1918) page 485의 내용을 기초로 작성된 글이 포함되어 있습니다.
1. ↑  Aids to the Examination of the Peripheral Nervous System, 5th edition
2. ↑  “Peripheral Nerve Injury”. 《www.hopkinsmedicine.org》 (영어). 2020년 10월 20일에 확인함.
3. ↑  “Flexor Hallucis Longus”. 2020년 10월 20일에 확인함.